# Visar Musliu
Visar Musliu (Gostivar, 13 de noviembre de 1994) es un futbolista macedonio que juega de defensa en el Sint-Truidense de la Primera División de Bélgica.

## Selección nacional
Musliu fue internacional con la selección de fútbol sub-21 de Macedonia del Norte, antes de debutar con la selección absoluta el 2 de septiembre de 2017 en un partido de clasificación para la Copa Mundial de Fútbol 2018 ante la selección de fútbol de Israel.
Marcó su primer gol con Macedonia del Norte el 9 de octubre de 2017, ante la selección de fútbol de Liechtenstein, también en las clasificatorias al Mundial de 2018. Macedonia del Norte goleó en aquel partido por 4-0.
Durante la Liga de Naciones de la UEFA 2018-19 fue una pieza principal de la selección macedonia que logró el primer puesto del grupo 4 de la Liga D.

## Clubes
| Club                     | País                | Año       |
| ------------------------ | ------------------- | --------- |
| F. K. Renova             | Macedonia del Norte | -2014     |
| K. F. Gostivari (cedido) | Macedonia del Norte | 2012      |
| F. C. St. Gallen 1879    | Suiza               | 2014-2015 |
| F. K. Renova (cedido)    | Macedonia del Norte | 2015      |
| F. K. Renova             | Macedonia del Norte | 2015-2017 |
| F. K. Vardar             | Macedonia del Norte | 2017-2018 |
| K. F. Pristina           | Kosovo              | 2018      |
| K. F. Shkëndija (cedido) | Macedonia del Norte | 2018      |
| K. F. Shkëndija          | Macedonia del Norte | 2018-2019 |
| MOL Fehérvár F. C.       | Hungría             | 2019-2022 |
| F. C. Ingolstadt 04      | Alemania            | 2022-2023 |
| S. C. Paderborn 07       | Alemania            | 2023-2025 |
| Sint-Truidense           | Bélgica             | 2025-     |

## Palmarés

### Títulos nacionales
| Título                        | Club            | País                | Año  |
| ----------------------------- | --------------- | ------------------- | ---- |
| Primera División de Macedonia | K. F. Shkëndija | Macedonia del Norte | 2018 |
| Copa de Macedonia             | K. F. Shkëndija | Macedonia del Norte | 2018 |
| Primera División de Macedonia | K. F. Shkëndija | Macedonia del Norte | 2019 |